# آدلینو دا پالما کارلوس
آدلینو دا پالما کارلوس (انگلیسی: Adelino da Palma Carlos؛ ۳ مهٔ ۱۹۰۵ – ۲۵ اکتبر ۱۹۹۲) یک سیاست‌مدار، نویسنده و وکیل اهل پرتغال بود.